# Kaptajn Alvarez
Kaptajn Alvarez er en amerikansk stumfilm fra 1914 af Rollin S. Sturgeon.

## Medvirkende
- William Desmond Taylor som Robert W. Wainwright.
- Edith Storey som Bonita.
- George Stanley som Rosas.
- George Holt som Tirzo.
- Otto Lederer som Don Arana